# 小行列式
数学の線型代数学において、行列 A の小行列式（しょうぎょうれつしき、英: minor, minor determinant）とは、A から1列以上の行または列を除いて得られる小さい正方行列の行列式のことである。
正方行列から行と列をただ1つずつ取り除いて得られる小行列式（first minors; 第一小行列式）は行列の余因子 (cofactor) を計算するのに必要で、これは正方行列の行列式や逆行列の計算に有用である。

## 定義と説明

### (i,j)小行列式
正方行列 A の (i, j) 小行列式 (minor, first minor) とは、第 i 行と第 j 列を除いて得られる小行列の行列式のことである。この数はしばしば Mi,j と書かれる。(i, j)余因子 (cofactor) とは、(i, j)小行列式に (−1)i+j を掛けて得られる値のことである。
例えば、次の 3次正方行列を考える：
{\displaystyle {\begin{bmatrix}1&4&7\\3&0&5\\-1&9&11\end{bmatrix}}}
小行列式 M2,3 と余因子 2,3 を計算するため、上の行列から第2行と第3列を除いた小行列の行列式を求める。
{\displaystyle M_{2,3}={\begin{vmatrix}\,\,1&4&\Box \,\\\,\Box &\Box &\Box \,\\-1&9&\Box \,\end{vmatrix}}={\begin{vmatrix}\,\,\,1&4\,\\-1&9\,\\\end{vmatrix}}=(9-(-4))=13}
したがって (2, 3) 余因子は
{\displaystyle {\widetilde {a}}_{2,3}=(-1)^{2+3}M_{2,3}=-13}

### 一般の定義
m × n 行列 A に対して、正の整数 k が k ≤ m, n を満たすとき、k次小行列式 (minor determinant of order k)とは、A の m個の行から選んだ k個の行に属し、n個の列から選んだ k個の列にも属する成分からなる k次小正方行列の行列式のことである。このことは、A から m − k個の行と n − k 個の列を除いて得られる k次小正方行列の行列式ということもできる。
m × n行列の小行列（式）の作られ方は、全部で {\displaystyle \textstyle {m \choose k}\cdot {n \choose k}}個ある。
零次の小行列式 (Minor of order zero) はしばしば 1 と定義される（空積も参照のこと）。
対照的に、正方行列に対する第零小行列式 (zeroth minor) とは、単にその行列の行列式のことを言う。
元々の A の行・列を具体的に指定して表記するには、1 ≤ i1 < i2 < … < ik ≤ m, 1 ≤ j1 < j2 < … < jk ≤ n に対して、それらをそれぞれ I, J と呼ぶことにすると、これらの添え字から得られる小行列式 {\displaystyle \det((A_{i_{p},j_{q}})_{p,q=1,\cdots ,k})} は
{\displaystyle {\det }_{I,J}A,\ [A]_{I,J}}
などと書かれる（(i) は添え字の列 I を表す）。注意しないといけないのは、文献・著者によって全く逆の2種類の意味を指すことがあることである。著者によっては、I, J のどちらにも属している成分から作られる行列の行列式を意味し、著者によっては、I, J に対応する行・列を除いて得られる行列の行列式を意味する。この記事では前者（I の行と J の列から元を選ぶ）の方の定義を用いる。例外的な場合は (i, j)小行列式の場合である；この場合、取り除く方の表記 {\displaystyle M_{i,j}=\det((A_{p,q})_{p\neq i,q\neq j})} がどの文献でも標準的であり、この記事においても用いる。

### 補小行列式
正方行列 A の小行列式 Mijk…;pqr… の補小行列式 Bijk…;pqr… とは、A から第i, j, k, …行と第p, q, r, …列を除いて得られる小行列の行列式のことである。例えば、(i, j)小行列式の補小行列式は単に (i, j) 成分である。

## 小行列式と余因子の応用

### 行列式の余因子展開
余因子により、行列式を余因子の線形結合で表すことができる（余因子展開）。これにより、行列式は次数が 1 小さい行列式から計算できる。任意の n次正方行列 A = (aij) の行列式 det(A) は、行列の任意の行か列の余因子にそこの成分を掛けたものの総和に等しくなる。つまり、第j列に沿った余因子展開は
{\displaystyle \det(A)=a_{1j}{\widetilde {a}}_{1j}+a_{2j}{\widetilde {a}}_{2j}+\cdots +a_{nj}{\widetilde {a}}_{nj}=\textstyle \sum \limits _{i=1}^{n}a_{ij}{\widetilde {a}}_{ij}}
であり、第i行に沿った余因子展開は
{\displaystyle \det(A)=a_{i1}{\widetilde {a}}_{i1}+a_{i2}{\widetilde {a}}_{i2}+\cdots +a_{in}{\widetilde {a}}_{in}=\textstyle \sum \limits _{j=1}^{n}a_{ij}{\widetilde {a}}_{ij}}
である。

### 余因子行列と逆行列
余因子により、正則行列の逆行列の成分を書き下すことができる。正方行列 A の全ての余因子を成分とする正方行列の転置行列は余因子行列 (adjungate matrix) あるいは古典随伴行列 (classicical adjoint matrix) と呼ばれ、 や adj A で表す：
{\displaystyle {\widetilde {A}}=\operatorname {adj} (A)={\begin{bmatrix}{\widetilde {a}}_{11}&{\widetilde {a}}_{21}&\cdots &{\widetilde {a}}_{n1}\\{\widetilde {a}}_{12}&{\widetilde {a}}_{22}&\cdots &{\widetilde {a}}_{n2}\\\vdots &\vdots &\ddots &\vdots \\{\widetilde {a}}_{1n}&{\widetilde {a}}_{2n}&\cdots &{\widetilde {a}}_{nn}\end{bmatrix}}}
A の余因子展開より、次の式が成り立つ：
{\displaystyle A{\widetilde {A}}={\widetilde {A}}A=(\det(A))I}
特に、det(A) ≠ 0, つまり A が正則のとき、A の逆行列は余因子行列に A の行列式の逆数を掛けたものである：
{\displaystyle A^{-1}={\frac {1}{\det(A)}}{\widetilde {A}}}
上の公式は次のように一般化できる：
n次正方行列に対して、k (≤ n) 個ずつの添え字集合（小さい順とする）を
I = {i1, i2, …, ik}  ただし 1 ≤ i1 < i2 < … < ik ≤ n
J = {j1, j2, …, jk}  ただし 1 ≤ j1 < j2 < … < jk ≤ n
とすると
{\displaystyle [A^{-1}]_{I,J}={\frac {(-1)^{\sum \limits _{s=1}^{k}i_{s}+\sum \limits _{s=1}^{k}j_{s}}}{\det A}}[A]_{J',I'}}
ここで、I′, J′ はそれぞれ I, J の全体集合 {1, 2, …, n} における補集合を表す。
また、{\displaystyle [A]_{I,J}} は、A の小行列で行の添え字が I で列の添え字が J であるものの行列式を表す。つまり、{\displaystyle [A]_{I,J}=\det(A_{i_{p},j_{q}})_{p,q=1,\cdots ,k}} である。
単純な証明はウェッジ積を用いて与えることができる。実際、
{\displaystyle [A^{-1}]_{I,J}(e_{1}\wedge \cdots \wedge e_{n})=\pm (A^{-1}e_{j_{1}})\wedge \cdots \wedge (A^{-1}e_{j_{k}})\wedge e_{i'_{1}}\wedge \cdots \wedge e_{i'_{n-k}}}
である。ただし {\displaystyle e_{1},\cdots ,e_{n}} は基底ベクトルである。A を両辺に作用させると
{\displaystyle {\begin{aligned}{}[A^{-1}]_{I,J}\det A(e_{1}\wedge \cdots \wedge e_{n})&=\pm (e_{j_{1}})\wedge \cdots \wedge (e_{j_{k}})\wedge (Ae_{i'_{1}})\wedge \cdots \wedge (Ae_{i'_{n-k}})\\&=\pm [A]_{J',I'}(e_{1}\wedge \cdots \wedge e_{n})\end{aligned}}}
符号は {\displaystyle (-1)^{\sum \limits _{s=1}^{k}i_{s}+\sum \limits _{s=1}^{k}j_{s}}} であることが計算できる。（証明終）

### 他の応用
体（例えば、実数体、複素数体）の元を成分とする m × n行列に対して、0 でない小行列式の最大次数は行列の階数 r に等しい（つまり、0 でない r次小行列式が少なくとも1つ存在し、それより大きい次数の小行列式は全て 0 である）。
記号 [A]I,J は上の通りとする．
- I = J のとき、[A]I,J は主小行列式 (principal minor) と呼ばれる。
- 主小行列式に対応する行列がもとの行列の左上の正方形の部分である（すなわち行・列の番号がそれぞれ {1, …, k}）とき、主小行列式は首座小行列式 (leading principal minor (of order k), corner (principal) minor (of order k)) と呼ばれる[3]。n 次正方行列に対しては、n  個の首座小行列式が存在する。
- 行列の基本小行列式とは、0 でない小行列式で次数が最大のもののことである[3]。
- エルミート行列に対して、首座小行列式は正定値性の判定に使うことができ、主小行列式は半正定値性の判定に使うことができる。詳細はシルヴェスターの判定法（英語版）を参照。

コーシー・ビネの公式は、m × n行列と n × m 行列の積の行列式について成り立つ等式であるが、これを次の一般的な主張に拡張することができる：
m × n行列 A，n × l 行列 B に対して、I を k個の元からなる {1, …, m} の部分集合とし、J を k 個の元からなる {1, …, l} の部分集合とする。このとき
{\displaystyle [AB]_{I,J}=\textstyle \sum \limits _{K}[A]_{I,K}[B]_{K,J}}
が成り立つ。ただし、総和の添え字 K は k 個の元を持つ {1, …, n} の部分集合全体を走る。この公式はコーシー・ビネの公式の直截的拡張である．

## 多重線型代数アプローチ
よりシステマティックには、小行列式の概念の代数学的な扱いはウェッジ積を用いて多重線型代数において与えられる：行列の k次小行列式は k次外冪写像の成分である。
行列の列が一度に k回一緒にウェッジされると、k次小行列式は得られる k次元ベクトルの成分として現れる。例えば、行列
{\displaystyle {\begin{bmatrix}1&4\\3&\!\!-1\\2&1\\\end{bmatrix}}}
の 2次小行列式は −13（最初の2行から）、−7（最初と最後の行から）、5（最後の2行から）である。さてウェッジ積
{\displaystyle ({\boldsymbol {e}}_{1}+3{\boldsymbol {e}}_{2}+2{\boldsymbol {e}}_{3})\wedge (4{\boldsymbol {e}}_{1}-{\boldsymbol {e}}_{2}+{\boldsymbol {e}}_{3})}
を考えよう。ただし2つの式は我々の行列の2つの行に対応する。ウェッジ積の性質を用いて、すなわち双線型性と
{\displaystyle {\boldsymbol {e}}_{i}\wedge {\boldsymbol {e}}_{i}=0}
と
{\displaystyle {\boldsymbol {e}}_{i}\wedge {\boldsymbol {e}}_{j}=-{\boldsymbol {e}}_{j}\wedge {\boldsymbol {e}}_{i}}
を用いて、この数式は
{\displaystyle -13{\boldsymbol {e}}_{1}\wedge {\boldsymbol {e}}_{2}-7{\boldsymbol {e}}_{1}\wedge {\boldsymbol {e}}_{3}+5{\boldsymbol {e}}_{2}\wedge {\boldsymbol {e}}_{3}}となる。ここで係数は先に計算した小行列式と一致する。

## 異なる表記についての注意
文献や著者によっては、余因子行列 (adjugate matrix) の代わりに "cofactor matrix" が使われている。この表記では、逆行列は次のように書かれる：
{\displaystyle A^{-1}={\frac {1}{\det(A)}}{\begin{bmatrix}{\widetilde {a}}_{11}&{\widetilde {a}}_{12}&\cdots &{\widetilde {a}}_{1n}\\{\widetilde {a}}_{21}&{\widetilde {a}}_{22}&\cdots &{\widetilde {a}}_{2n}\\\vdots &\vdots &\ddots &\vdots \\{\widetilde {a}}_{n1}&{\widetilde {a}}_{n2}&\cdots &{\widetilde {a}}_{nn}\end{bmatrix}}^{\mathsf {T}}}